# Agrotis golickei
Agrotis golickei là một loài bướm đêm trong họ Noctuidae.